# ラビーノタウン
ラビーノタウンはクレイアニメの作品。ユニークでふしぎなタウンの中に登場するキャラクターたちの生活ぶりを通じて「愛情と思いやり」をテーマに繰り広げられている。
主人公の「ラビーノ」は、恋と女の子磨きに夢中ながんばり屋さん。恋の奮闘記を通して心の成長を見守る設定となっている。
その他「ペポッツ」というアイテムがキーワードとなり、旅を続ける彼らの様子が連載されている。

## 登場キャラクター
ラビーノ恋と女の子磨きに夢中ながんばり屋さん。カラフルなアイテムと、恋のジンクス、お菓子作りが大好き。大好きなルマールくんにもらったペポッツが一番の宝物。
ルマールラビーノちゃんのボーイフレンド。ペポッツが実るレインボーの木に住んでいる。常日頃、楽器や音楽を研究しながらペポッツの観察に励んでいる。DJ NAPPLE のファンで、彼のラジオは欠かさない。
ムッシュ&マッシュラビーノタウンの道ばたで遊んでいる仲良しきのこ。ムッシュは巷では評判の画家。もっぱらマッシュをモデルにしている。
ペポッツルマールくんが育てている不思議な木の実。音楽に合わせてペアでポコポコっと生まれる。実った時から顔のようなものが付いていて、ふるとシャカシャカ音がする。
ミニ&ロロ小さな穴の中に住む、仲良しナメクジ。
ビー・バー・ブーバイク好きのモグラのトリオ。いろんなバイクに出会って記念写真を撮るのが大好き。エネルギーステーションで「DEW」という土の中に実っている植物のエネルギーを提供している。ペポッツについて何か知っているらしい。
カラポコカラフルな卵から産まれた何かの赤ちゃん。ラビーノちゃんと一緒に暮らしている。
ペルルーサ水辺に住む謎の生き物。主に水辺の土を好んで食べている。

## エピソード
- 第1話「デートは2時♪」
- 第2話「ふしぎな実のなる家」
- 第3話「ものしりコンピ」
- 第4話「Happy Birthday」
- 第5話「ラブレター」
- 第6話「ペポッツさがし」
- 第7話「ムッシュとマッシュ」
- 第8話「ラビーノのきもち」
- 第9話「旅立ち記念日」
- 第10話「ビー・バー・ブー、デュー」